# Kantorei der Karlshöhe Ludwigsburg
Die Kantorei der Karlshöhe Ludwigsburg ist die letzte eigenständige Diakoniekantorei in der Evangelischen Landeskirche Württemberg. Sie wurde 1971 von dem späteren Landeskirchenmusikdirektor Siegfried Bauer gegründet und ist seither ein fester Bestandteil des kulturellen Lebens in Ludwigsburg und der Region.

## Zusammensetzung
In den Anfangsjahren setzte sich die Kantorei überwiegend aus Mitarbeitenden der Einrichtungen der Karlshöhe Ludwigsburg zusammen, später kamen Studierende der Evangelischen Hochschule Ludwigsburg hinzu. Heute umfasst die Kantorei Sängerinnen und Sänger aus der gesamten Region Ludwigsburg, Heilbronn und Stuttgart. Für größere Projekte arbeitet die Kantorei mit professionellen Orchestermusikern und Solisten aus Süddeutschland zusammen.

## Geschichte und Repertoire
Die Kantorei der Karlshöhe wurde 1971 von Siegfried Bauer gegründet, sie stand bis 2001 unter seiner Leitung. Es folgte Tobias Horn, der die musikalische Leitung bis 2016 innehatte. Seit 2017 wird der Chor von Nikolai Ott, Bezirkskantor in Tübingen-Land, geleitet.
Die Kantorei absolviert neben regelmäßigen Konzerten in der Kirche der Karlshöhe, der Friedenskirche Ludwigsburg Auftritte in weiteren Kirchen und Konzerthäusern der Region Ludwigsburg/Stuttgart. Gastspielreisen führten den Chor unter anderem nach Frankreich, Österreich sowie in die Ludwigsburger Partnerstadt Jewpatorija (Krim). 2024 gab ein Teil der Kantorei Gastspiele in der Provinz Córdoba in Argentinien.
Zur Programmatik der Kantorei zählen Szenische Konzerte zum Beispiel beim Ludwigsburger Bürgertheater, Gottesdienstzyklen (unter anderem mit J. S. Bachs Weihnachtsoratorium, begleitet von Predigten prominenter Gäste aus Kirche, Politik und Gesellschaft) sowie Kombination historischer und zeitgenössischer Chormusik wie zum Beispiel Händels Oratorium Israel in Egypt mit dem modernen Intermezzo Beben von Jan Kopp (Uraufführung der Auftragskomposition), Mozarts Requiem mit Arvo Pärts Stabat Mater, Schuberts Messe Nr. 5 mit Zoltán Kodálys Te deum, Ola Gjeilos Sunrise Mass mit lyrischen Texten von Slam-Poet Marius Loy und Haydns Schöpfung. Alec Roths Earthrise wurde von der Kantorei der Karlshöhe in der sinfonischen Fassung im Jahr 2022 in Ludwigsburg uraufgeführt. 2024 brachte die Kantorei mit A Time to Dance ein weiteres Werk des britischen Komponisten in der Kirche der Karlshöhe zur deutschen Erstaufführung. Ebenfalls gelangten wiederentdeckte, für den Stuttgarter und Ludwigsburger Hof komponierte Werke aus dem 18. Jahrhundert zur Aufführung. Die Kantorei ist immer wieder mit Aufnahmen für den Süddeutschen Rundfunk im Klassikradio des Südwestrundfunk (SWR) zu hören.

## Diskografie
- J. S. Bach: Das Kantatenwerk. Folge 6. Zwei Choralkantaten. Lobe den Herren, den mächtigen König der Ehren BWV 137; Sei Lob und Ehr dem höchsten Gut BWV 117. Mit den Solisten Magdalene Schreiber, Margret Jetter, Aldo Baldin, Hanns-Friedrich Kunz, Stuttgarter Bachorchester, Dirigent: Siegfried Bauer (FSM; 1973).
- Nun danket alle Gott. Festliche Chöre und Choräle aus Kantaten von Johann Sebastian Bach. Mit dem Orchester der Karlshöher Kantatengottesdienste, Dirigent: Siegfried Bauer. Aufnahme des Süddeutschen Rundfunks, 1987 (Tonstudio Bauer 68 681).